# Associação Atlética de Águas Santas
Associação Atlética de Águas Santas (deutsch: Sportverein Águas Santas), auch Águas Santas Milaneza, ist der Name eines Sportvereins aus Águas Santas in Portugal.

## Geschichte
Der Verein Associação Atlética de Águas Santas wurde im Jahr 1962 von Marques Lino, Walter Coutinho, José Torres, Armando Marques und Joaquim Ribeiro gegründet. Wurde zunächst noch Fußball gespielt, konzentrierte sich der Verein schon bald auf Handball, im Verein wird aber auch Tischtennis und Badminton angeboten.
Im Jahr 1966 wurde ein Spielfeld eingeweiht, der Verein trat der Associação de Andebol do Porto bei. Im Jahr 1973 erhielt der Verein als Spielstätte eine Sporthalle.
Lange Zeit spielte die Männermannschaft in der 3ª Divisão Nacional. Unter Trainer Mircea Costache gelang 1996 der Aufstieg in die 2ª Divisão Nacional. 1998 scheiterte man unter Trainer José António Silva im Play-Off um den Aufstieg in die 1ª Divisão Nacional, 1999 gelang dann dieser Aufstieg. Seitdem spielt der Verein in der ersten Liga Portugals. In der Spielzeit 2021/2022 belegte der Verein Platz 5 der Andebol 1. Die beste Platzierung in der Meisterschaft war der dritte Platz im Jahr 2004. In der Spielzeit 2001/2002 gewann man die Taça de Portugal, den portugiesischen Pokalwettbewerb.
International trat der Verein seit 2001 im EHF Challenge Cup und im EHF Cup bzw. der EHF European League an.